# La Vaivre
La Vaivre település Franciaországban, Haute-Saône megyében. Lakosainak száma 216 fő (2022. január 1.). La Vaivre Aillevillers-et-Lyaumont, Corbenay és Fougerolles-Saint-Valbert községekkel határos.

## Népesség
A település népességének változása:
| Lakosok száma | 210  | 210  | 218  | 216  | 219  | 219  | 219  | 217  | 216  |
|               | 2013 | 2015 | 2016 | 2017 | 2018 | 2019 | 2020 | 2021 | 2022 |